# Bacteria peruana
Bacteria peruana är en insektsart som beskrevs av Ludwig Redtenbacher 1908. Bacteria peruana ingår i släktet Bacteria och familjen Diapheromeridae. Inga underarter finns listade.